# 上窰民俗文物館

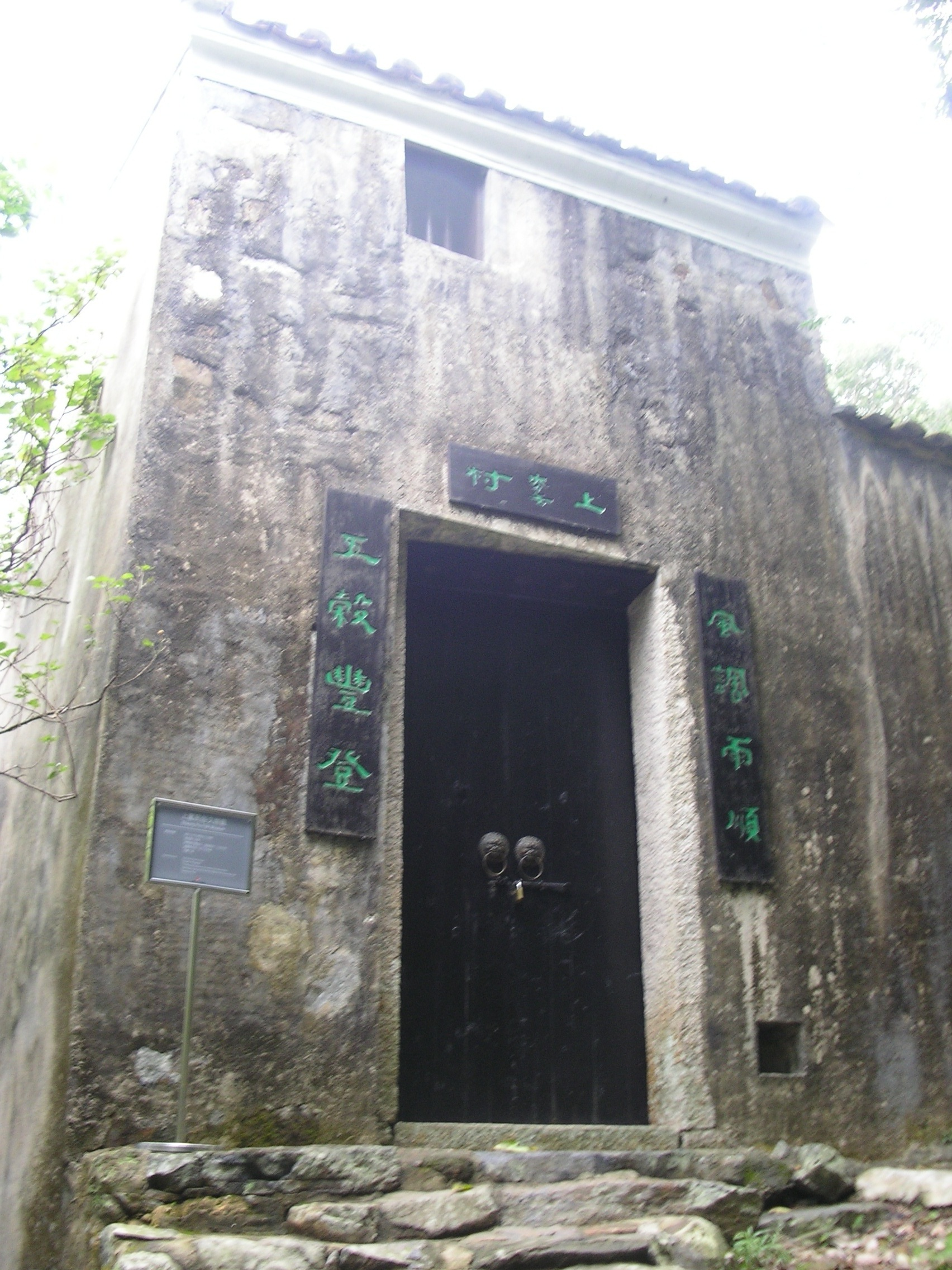
上窰民俗文物館的正門，以原牌樓改建而成。

上窰民俗文物館（英語：Sheung Yiu Folk Museum）是香港文化博物館的分館。博物館位於香港新界西貢北潭涌風景區內的自然教育徑，佔地500平方米，原址是一條建於19世紀末原籍廣東寶安縣黃草嶺黃姓族人之村落──上窰村。1981年，上窰村和鄰近的一座灰窰被列為法定古蹟。1984年復修後改為博物館，1月20日起開放予市民參觀，由市政總署時任署長班禮士主持開幕。全館以房舍、更樓、豬舍、牛欄、敞闊的曬坪和其他附設的建築結構為主題，陳列各種農具和家庭用品，並附有相片及圖片說明，重現上窰昔日的鄉村風貌。

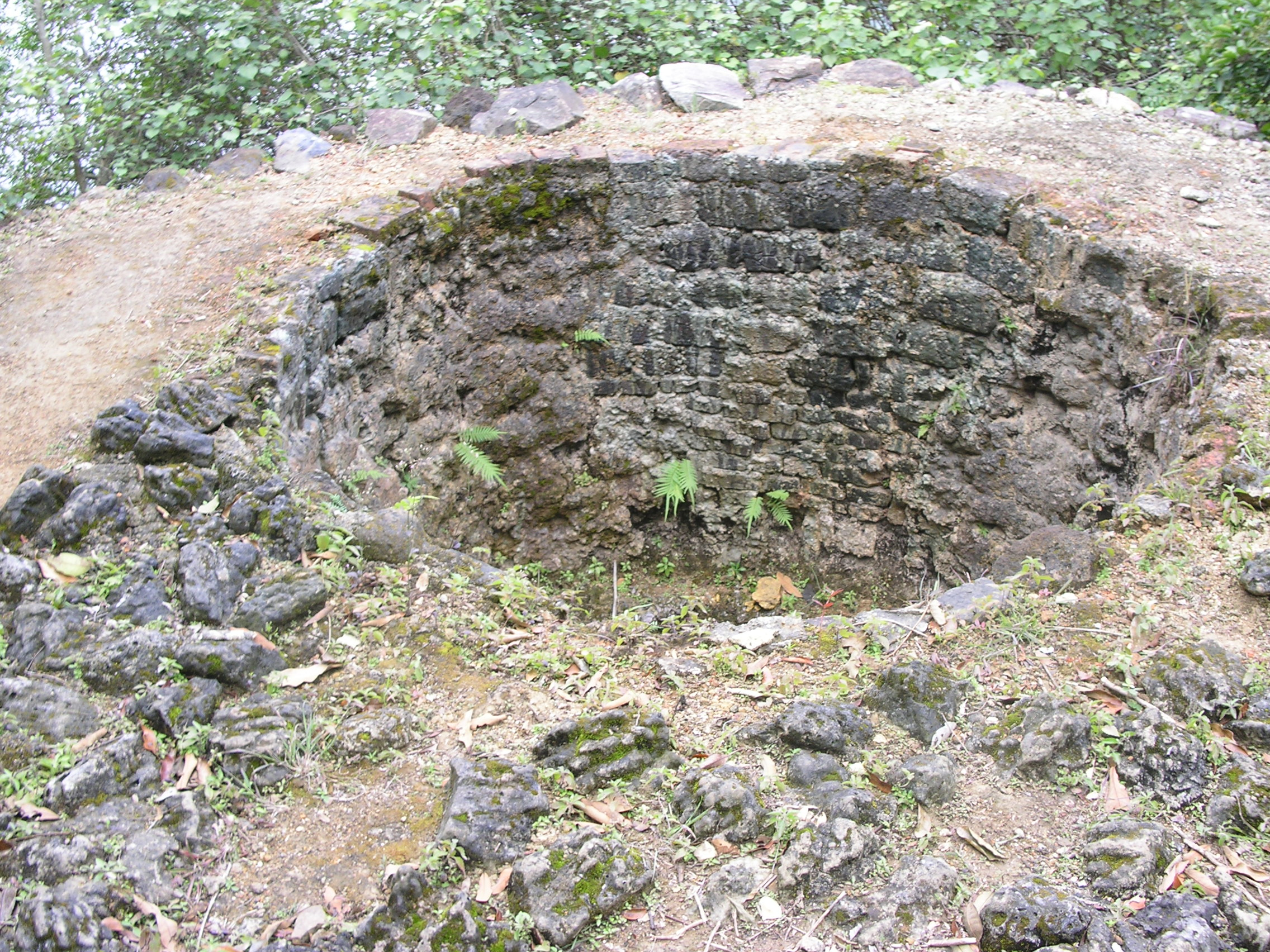
上窰民俗文物館館外，被列為法定古蹟的上窰村灰窰遺址。

## 入場資料
開放時間
- 逢星期一、星期三至星期日
- 每日上午9時 — 下午4時
- 逢星期二、聖誕日、聖誕翌日、元旦日、農曆年初一、初二及初三休息

入場費
- 費用全免

## 交通
- 地址：西貢北潭涌自然教育徑

## 外部連結
- 上窰民俗文物館（页面存档备份，存于）
- 康樂及文化事務署-古物古蹟辦事處（页面存档备份，存于）

22°23′32.87″N 114°19′18.08″E / 22.3924639°N 114.3216889°E